# 테네시 렉스
테네시 렉스(Tennessee Rex)는 미국산 집고양이 품종 중 하나이다. 곱슬거리는 털이 특징이다.